# 2720 Pyotr Pervyj
2720 Pyotr Pervyj (1972 RV3) là một tiểu hành tinh vành đai chính được phát hiện ngày 6 tháng 9 năm 1972 bởi L. Zhuravleva ở Nauchnyj.